# Сельское поселение «Чиронское»
Се́льское поселе́ние «Чиронское» — муниципальное образование в Шилкинском районе Забайкальского края Российской Федерации.
Административный центр — село Чирон.

## История
Статус и границы сельского поселения установлены Законом Читинской области от 19 мая 2004 года «Об установлении границ, наименований вновь образованных муниципальных образований и наделении их статусом сельского, городского поселения в Читинской области».

## Население
| 2010 | 2011  | 2012  | 2013  | 2014  | 2015 | 2016 |
| ---- | ----- | ----- | ----- | ----- | ---- | ---- |
| 1092 | ↘1091 | ↘1055 | ↘1028 | ↘1001 | ↘993 | ↘958 |
| 2017 | 2018  | 2019  | 2020  | 2021  |      |      |
| ↘927 | ↘912  | ↘899  | ↘866  | ↘762  |      |      |

## Состав сельского поселения
| № | Населённый пункт | Тип населённого пункта       | Население |
| - | ---------------- | ---------------------------- | --------- |
| 1 | Кироча           | село                         | ↘103      |
| 2 | Усть-Ага         | село                         | ↘41       |
| 3 | Чирон            | село, административный центр | ↘687      |